# Indiens underrättelsetjänst
Indiens underrättelsetjänst (IB, Intelligence Bureau) är Indiens civila underrättelsetjänst. IB är den äldsta underrättelseorganisationen i Indien, och har numera fått sällskap av en rad andra sådana, civila såväl som militära. Man rapporterar direkt till premiärministerns kansli.